# Mormoops
Mormoops ist eine Fledermausgattung in der Familie der Kinnblattfledermäuse (Mormoopidae) mit zwei rezenten und einer ausgestorbenen Art.
Der Gattungsname Mormoops leitet sich vom griechischen „mormo“ (=Schreckgespenst, Waldschrat) ab.

## Arten und Verbreitung
Folgende Arten zählen zur Gattung:
- Die Antillen-Kinnblattfledermaus (Mormoops blainvillei) lebt auf den Großen Antillen sowie auf kleineren vorgelagerten Inseln.
- Mormoops magna ist nur von halbfossilen Überresten aus der kubanischen Provinz Villa Clara bekannt.
- Die Peters-Kinnblattfledermaus (Mormoops megalophylla) ist vom Südwesten der USA bis nach Peru und Venezuela verbreitet.  Aus Costa Rica und Panama liegen keine Registrierungen vor.

## Merkmale
Die Arten besitzen kein typisches Nasenblatt wie es bei vielen anderen Fledermäusen vorkommt. Ihre kurze aufgerichtete Nase hat stattdessen Einkerbungen, Wülste und Höcker. Weiterhin kommen an der Unterlippe Hautwülste vor und das Kinn ist mit blattartigen Hautfalten ausgerüstet. Durch eine Reihe steifer Haare ist die gesamte Mundregion größtenteils versteckt.
Diese Fledermäuse erreichen eine Kopf-Rumpf-Länge von 50 bis 73 mm, eine Schwanzlänge von 18 bis 31 mm, eine Unterarmlänge von 45 bis 61 mm sowie ein Gewicht von 12 bis 18 g. Bei der Peters-Kinnblattfledermaus hat das Fell meist eine rotbraune Farbe. Es kommen auch hellbraune oder zimtbraune Exemplare vor. Die Antillen-Kinnblattfledermaus ist durch eine helle und eine dunkle Phase gekennzeichnet. Bei der hellen Phase ist die Oberseite hellbraun und die Unterseite gelblich bis hell orange. Das Fell der dunklen Phase besteht aus einer dunkelbraunen Oberseite sowie einer ockerfarbenen Unterseite mit rötlicher Schattierung.

## Lebensweise
Das Habitat dieser Tiere variiert zwischen trockenen wüstenartigen Landschaften mit wenigen Büschen auf der einen Seite sowie dichten immergrünen Wäldern auf der anderen Seite. Die Fledermäuse ruhen in Höhlen, in Bergwerksstollen, in Verkehrstunneln oder gelegentlich in Gebäuden. Dabei bilden sie Kolonien, die in einigen Fällen 500.000 Individuen enthalten können. Bei der Antillen-Kinnblattfledermaus formen sich am Ruheplatz kleinere Gruppen heraus, die stärker zusammenhalten, während dieses Verhalten bei der Peters-Kinnblattfledermaus unüblich ist.
Die Fledermäuse halten keinen Winterschlaf, doch tritt zeitweilig Torpor auf. Sie beginnen ihre Jagd nach Insekten wie Nachtfaltern, anderen Schmetterlingen oder Käfern spät in der Dämmerung. Dabei fliegen sie gewöhnlich an Waldrändern entlang, über den Baumkronen oder über Wasserläufe. Bei den nordamerikanischen Populationen von Peters-Kinnblattfledermaus kann es zu Wanderungen kommen, die jedoch nicht an eine bestimmte Jahreszeit gebunden sind.
Weibchen gebären gewöhnlich ein Jungtier pro Jahr. Zumindest bei der Peters-Kinnblattfledermaus bilden Weibchen mit Jungtieren eigenständige Kolonien.